# Catada rufula
Catada rufula là một loài bướm đêm trong họ Erebidae.